# Ernst Platner

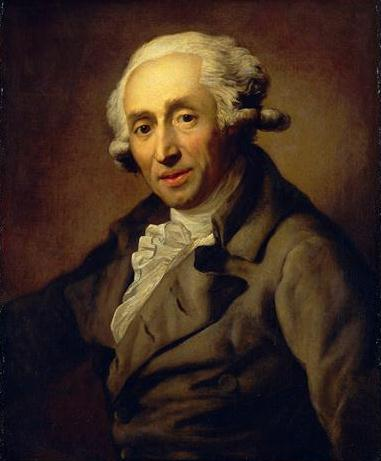
Ernst Platner; Gemälde von Anton Graff, um 1789.

Ernst Platner (* 11. Juni 1744 in Leipzig; † 27. Dezember 1818 ebenda) war ein deutscher Mediziner, Physiologe und (Natur-)Philosoph. Er wird angesehen als „Mitbegründer der neuzeitlichen Anthropologie als medizinisch-philosophische Wissenschaft vom ganzen Menschen“.

## Leben
Ernst Platner lernte an der Thomasschule zu Leipzig. Nach dem Tod des Vaters Johann Zacharias Platner wurde Johann August Ernesti sein Pflegevater. Er studierte von 1762 bis 1766 Medizin und Philosophie an der Universität Leipzig. Er promovierte 1767 mit einer naturphilosophischen Arbeit über somatische Gedächtnisgrundlagen zum Dr. med. und wurde 1770 außerordentlicher Professor der Medizin. 1780 wurde er ordentlicher Professor der Physiologie, 1801 außerordentlicher und 1811 ordentlicher Professor für Philosophie. Ernst Platner war als Philosoph Anhänger von Gottfried Wilhelm Leibniz und Gegner von Immanuel Kant, mit dem er wie mit Moses Mendelssohn im engen Kontakt stand. Er befasste sich zudem mit dem öffentlichen Gesundheitswesen sowie mit psychologischen, ästhetischen, ethischen und gerichtsmedizinischen Themen.
Sein Hauptwerk Anthropologie für Aerzte und Weltweise hatte Einfluss auf Johann Gottfried von Herder, Friedrich Schiller und Karl Philipp Moritz sowie auf Johann Karl Wezel und Jean Paul und gilt als eines der bedeutendsten anthropologischen Werke der Spätaufklärung.
Im Jahr 1781 stand er im öffentlichen Streit mit Johann Karl Wezel.
Platner war 1783 und 1789 Rektor der Leipziger Universität und seit 1808 Mitglied der Bayerischen Akademie der Wissenschaften. Von 1796 bis 1810 wirkte er als Dekan der Medizinischen Fakultät.
Er gehörte zu den ersten deutschen Universitätsprofessoren, die Augenheilkunde öffentlich lehrten.
Der später in Rom ansässige, sächsische Geschäftsträger beim Hl. Stuhl, Ernst Zacharias Platner (1773–1855), war sein Sohn. Dieser betätigte sich außerdem als Maler und Kunsthistoriker. Der Rechtswissenschaftler Eduard Platner (1786–1860) war ein weiterer Sohn. Er nahm sich um den Mediziner Karl August Kuhl an und förderte diesen.

## Veröffentlichungen
- Brief eines Arztes an seinen Freund über den menschlichen Körper. 2 Bände, Leipzig 1770–1771.
- Anthropologie für Aerzte und Weltweise. Leipzig 1772
- Neue Anthropologie für Aerzte und Weltweise. Leipzig 1790
- Über den Atheismus. Ein Gespräch. Leipzig 1783
- Philosophische Aphorismen nebst einigen Anleitungen zur philosophischen Geschichte. Erster Theil Leipzig 1776; Zweiter Theil Leipzig 1782
- Quaestiones physiologicae. Leipzig 1794
- Quaestiones medicinae forensis. 43 Teile, Leipzig 1797–1817.